# Zalalövő
Zalalövő  este un oraș în districtul Zalaegerszeg, județul Zala, Ungaria, având o populație de 3.056 de locuitori (2011). 

## Demografie
Componența etnică a orașului Zalalövő
     Maghiari (96,21%)
     Romi (1,88%)
     Germani (1,38%)
     Necunoscut (0,43%)
     Croați (0,11%)
     Alții (0,43%)
Componența confesională a orașului Zalalövő
     Fără religie (5,43%)
     Reformați (3,14%)
     Luterani (1,01%)
     Necunoscută (90,15%)
     Atei (0,26%)
     Alte religii (0,33%)
Conform recensământului din 2011, orașul Zalalövő avea 3.056 de locuitori. Din punct de vedere etnic, majoritatea locuitorilor (96,21%) erau maghiari, existând și minorități de romi (1,88%) și germani (1,38%). Apartenența etnică nu este cunoscută în cazul a 0,43% din locuitori. Nu există o religie majoritară, locuitorii fiind persoane fără religie (5,43%), reformați (3,14%) și luterani (1,01%). Pentru 90,15% din locuitori nu este cunoscută apartenența confesională.